# HyperSCSI
HyperSCSI definiert ein effizient gestaltetes, nicht routingfähiges Protokoll aus dem Bereich der Speichernetzwerke. Die Übertragung erfolgt über Gigabit-Ethernet und kann SCSI-Datenströme mit ca. 100 MByte/s (netto) übertragen. Im Unterschied zu UltraSCSI-320, welches nur Leitungen mit max. 15 m unterstützt, können bei HyperSCSI per Glasfaser mehrere Kilometer, bzw. 100 m (über TP-Kupfer-Kabel) überbrückt werden. Da HyperSCSI auf TCP/IP verzichtet, ist es effizienter als iSCSI und eher mit ATA over Ethernet oder auch Fibre Channel vergleichbar. Da HyperSCSI sowohl in direkter Konkurrenz zum älteren stabilen und seit langem bestens etablierten Fibre Channel steht, als auch zum ebenfalls gut etablierten iSCSI, es aber in der Praxis keine wesentlichen Vorteile bietet, können dessen Marktchancen nur als gering bewertet werden. Das ebenfalls konkurrierende ATA over Ethernet hingegen hat zumindest den Marketingvorteil der preisgünstigen Technologie, der HyperSCSI jedoch nicht anhaftet.
HyperSCSI überträgt die Daten in Form von Ethernet-Rahmen und verzichtet auf die Verwendung höherstehender Protokolle wie IP, UDP oder TCP. Vorteil der Ethernetbasis – im Vergleich zu Fibre Channel – ist, dass auf den verbreiteten Ethernet Netzwerkstandard zurückgegriffen wird und im Storage-Netzwerk die gleichen Technologien und Komponenten (Verkabelung, Switches usw.) zum Einsatz kommen, wie im restlichen Netzwerk. Der Verzicht auf TCP/IP sorgt darüber hinaus für eine bessere Effizienz als bei iSCSI. Die von HyperSCSI übertragenen Ethernet-Pakete sind aber nicht routingfähig und können folglich ein Layer 2 Netz nicht verlassen, weshalb der Einsatz von HyperSCSI vorwiegend auf lokale Speichernetze (Storage Area Networks) begrenzt bleibt. HyperSCSI ist technisch deutlich einfacher als das eng verwandte iSCSI und dem Fibre Channel recht ähnlich. Es gibt immerhin eine Linux Implementierung auf Sourceforge (von 2003, für den Kernel 2.4.x), so wie eine Windows 2000 Client Implementierung, aber zurzeit keine (bedeutenden) Hersteller, die dieses Protokoll nutzen.

## Ähnliche Standards
- ATA over Ethernet: Bei ATA over Ethernet werden ATA/ATAPI-Pakete in Ethernet gekapselt. Wie bei HyperSCSI erfolgt aber keine Kapselung in TCP/IP, AoE ist daher auch nicht routingfähig.
- Fibre Channel: FC definiert ein nicht routingfähiges Standardprotokoll aus dem Bereich der Speichernetzwerke, das als Nachfolger von SCSI für die Hochgeschwindigkeitsübertragung großer Datenmengen konzipiert wurde. FC ist nicht mit Ethernet kompatibel, es wird eine separate Infrastruktur (NICs, Switches usw.) benötigt.
- Fibre Channel over Ethernet: Bei Fibre Channel over Ethernet werden Fibre-Channel-Pakete in Ethernet gekapselt. Im Unterschied zu iSCSI erfolgt aber keine Kapselung in TCP/IP, hieraus resultieren geringe Performancevorteile, jedoch ist FCoE nicht routingfähig.
- Fibre Channel over IP Bei Fibre Channel over IP werden Fibre-Channel-Pakete zusätzlich in TCP/IP gekapselt. FCoIP ist daher routingfähig.
- iSCSI (SCSI over IP): Bei iSCSI werden SCSI-Pakete in TCP/IP gekapselt. Im Unterschied zu HyperSCSI ist iSCSI routingfähig.